# YMCK
Gli YMCK sono un gruppo musicale giapponese.
Il loro stile è un pop dalle tinte jazz e swing incentrato su suoni elettronici che richiamano la musica chiptune dei videogiochi degli anni ottanta e lo Shibuya-kei. Lo stile della formazione è stato etichettato con numerose etichette fra cui "8 bit", "gamewave", "bitpop" e "pico pico".

## Storia
Trio composto dalla cantante Kurihara Midori, il programmatore Yokemura Takeshi e il produttore di video Nakamura Tomoyuki, gli YMCK suonarono musica techno prima della loro fondazione vera e propria avvenuta nel maggio 2003. Il loro album d'esordio è Family Music, autoproduzione del 2003 che venne ripubblicata l'anno seguente con nuovi brani. L'album riuscirà a ottenere buoni riscontri di vendita nel mercato della musica indipendente vendendo 25 000 copie. Mentre guadagnavano notorietà in Thailandia, Stati Uniti ed Europa, gli YMCK realizzarono Family Racing (2005), prima pubblicazione suonata con un sintetizzatore costruito dallo stesso Yokemura battezzato "Magical Eight-Bit Plug" e promosso con una serie di videoclip vivaci e in pixel art. Il successivo Family Genesis del 2008 fu il primo uscito per una major: la Avex Trax. Sempre nel 2008 pubblicarono YMCK Songbook - Songs Before 8bit, un cover album contenente brani di Yōsui Inoue, Dōji Morita, Takuro Yoshida e Shigeru Izumiya fra gli altri. Il concept album Family Swing (2017) è un omaggio al genere swing. Degne di note sono anche le loro celebri ed esuberanti performance dal vivo accompagnate da filmati tenute in vari paesi di tutto il mondo fra cui Francia, Corea e Paesi Bassi.

## Formazione
- Kurihara Midori – voce
- Yokemura Takeshi – strumentazione elettronica
- Nakamura Tomoyuki – strumentazione elettronica

## Discografia
- 2004 – Family Music
- 2005 – Family Racing
- 2008 – Family Genesis
- 2008 – Down Town (con De De Mouse)
- 2008 – YMCK Songbook - Songs Before 8bit
- 2009 – Family Cooking
- 2013 – Family Days
- 2015 – Family Dancing
- 2017 – Family Swing